# 宽柔中学至达城分校
宽柔中学至达城分校（英文：Foon Yew High School - Seri Alam），是一所位於马來西亚柔佛巴西古当市一所由华社出资创办的华文独立中学，其校本部为新山宽柔中学，于2020年正式启用（至达城校区）。除董事会外，所有行政都与校本部和古来分校分开。
第一批新生于2020年入学，暂时在新山宽柔中学上课，并预计在2021年在新校区上课。2021年至达城校区启用时，将会有初一与初二年段学生。
2023年新学年时，将会有本校第一批高中学生。同时2023年，本校将录取700位初一学生。2023年，新山宽柔中学校长将调到本校担任校长。

## 教育方针[2]
- 讲究德、智、体、群、美五育。
- 实施通识教育，在编班制度方面，采用分段式混合能力编班，无缩短年限的精英班。
- 为配合国情与社会的实际需要，从初中一到高中三阶段，华、国、英三种语言节数，每科接近七节，三语兼顾。
- 考试方面本校以全国独立中学统一考试为主，并辅导学生参加各项校外考试。

## 历任校长
- 第一任 江宁福 2021-2022
- 第二任 郑美珍 2023起

## 楼宇[3]
- 黄桂岩大礼堂
- 行政大楼
- A栋教学楼（廖容美楼）
- B栋教学楼
- C栋教学楼
- D栋教学楼（思源楼）
- 新山福建会馆楼（食堂）
- 综合体育馆
- 中华体育场（操场）

## 联课团体[4]

### 制服纪律类
- 学长团
- 男童军
- 女童军
- 红新月会

### 服务学习类
- 校讯社
- 心理学社
- 少狮会
- 电脑协会
- 图书馆协会
- 视听媒体协会
- 电子木工协会
- 自然与环保协会
- 广电学社
- 摄影学会

### 学科学术类
- 华族文化研究学会
- 马来文化研究学会
- 英美文化研究学会
- 数学学会
- 科学学会
- 日本文化研究学会
- 韩国文化研究学会
- 园艺研究学会
- 创造与发明学会
- 史地学会
- 生态研究学会

### 技能艺术类
- 棋社
- 健言社
- 美术学会
- 书画学会
- 文学创作社

### 音乐演奏类
- 华乐团
- 管乐团
- 吉他社
- 合唱团
- 廿四节令鼓
- 弦乐团
- 口琴社

### 体育表演类
- 扯铃社
- 武术团
- 舞蹈团
- 戏剧研究会
- 跆拳道
- 龙狮队

### 运动校队
- 体育竞赛协会
- 男子篮球队
- 女子篮球队
- 男子羽球队
- 女子羽球队
- 田径队
- 足球队
- 乒乓队
- 排球队